# Kukavka, Moghilău
Kukavka (în ucraineană Кукавка) este localitatea de reședință a comunei Kukavka din raionul Moghilău, regiunea Vinnița, Ucraina.

## Demografie
Componența lingvistică a localității Kukavka
     Ucraineană (98,13%)
     Rusă (1,48%)
     Alte limbi (0,31%)
Conform recensământului din 2001, majoritatea populației localității Kukavka era vorbitoare de ucraineană (98,13%), existând în minoritate și vorbitori de rusă (1,48%).